# Pěnčín (Jablonec nad Nisou)
Pěnčín é uma comuna checa localizada na região de Liberec, distrito de Jablonec nad Nisou‎.